# Артанія (футбольний клуб)
«Артанія» — колишній український футбольний клуб із міста Очакова Миколаївської області. Існував з 1987 по 1995 рік.

## Історія
Очаківська футбольна команда носила різні назви: в 1950-ті роки — «Медик», в 1960-ті — «Харчовик» та «Чорноморець», а в 1970-ті — «Колос».

### «Маяк»
Під назвою «Маяк» команда почала свій виступ у 1987 році в першості Миколаївської області. З приходом на тренерську роботу майстра спорту Валерія Журавко почалося становлення команди. У 1987 році очаківці вийшли в першу групу першості області. У 1988 році зайняли 2-ге місце в першості. Цей успіх дав команді змогу в наступному році вперше в історії очаківського футболу виступити в чемпіонаті і кубку України серед КФК.
У зв'язку з цим, на початку 1989 року в Очакові створюється перший в Миколаївській області футбольний клуб. Ініціаторами виступили брати Валерій і Олег Журавки. Олег стає головою клубу і начальником команди, а Валерій — тренером. У короткий термін була скомплектована нова команда. Клуб поповнили випускники миколаївської ДЮСШ «Суднобудівник».

### Чемпіонати серед КФК

#### 1989
У дебютному для себе чемпіонаті України серед аматорських команд у 1989 році «Маяк» впевнено переміг у своїй зоні, випередивши старожилів турніру «Динамо» (Одеса), «Меліоратор» (Каховка), «Титан» (Армянськ), «Енергія» (Нова Каховка).
У фінальному турнірі серед переможців зон очаківська команда виявилася сильнішою за «Стахановця» (Стаханов) — 2:1, «Цукровика» (Чортків) — 2:1 та «Приладника» (Мукачево) — 3:0. Поступився «Маяк» лише команді «Сула» (Лубни) — 0:1 та майбутньому чемпіону України — київському СКА. Підсумок для очаківців: друге місце в чемпіонаті України. У тому сезоні свою силу «Маяк» підтвердив і в обласних змаганнях, зробивши дубль.

#### 1990
Другий сезон в чемпіонаті України серед КФК «Маяк» провів настільки ж упевнено. Знову перше місце в зоні. Знову друге в фінальному турнірі. Цього разу переможені: «Стахановець» (Стаханов) — 2:0, «Карпати» (Кам'янка-Бузька) — 2:0 та «Темп» (Шепетівка) — 2:0. Не встояли очаківці проти сумського «Автомобіліста» — 0:2 та «Сталі» з Комунарська — 1:3.
Незабаром виконком Федерації футболу України ухвалив рішення включити всі 6 команд фінального етапу в 1-шу зону другої ліги чемпіонату СРСР.

### Кубок СРСР серед виробничих колективів
У тому ж таки 1990 року «Маяк» завоював Кубок СРСР серед виробничих колективів. На шляху до фіналу були пройдені «Прогрес» (Бердичів) — 0:0, 1:0; «Гянджлик» (Баку) — 3:3, 2:1 і «Шахтар» (Солігорськ) — 2:0. На матч-відповідь в Очаків білоруси не з'явилися. Суперником по фіналу стала команда «Металург» (Алдан). Матч відбувся в Караганді. Нічия 0:0, а в серії післяматчевих пенальті сильнішим виявився «Маяк» — 3:2. У «Маяка» пенальті реалізували Белан, Цимбал, Панич. У фінальному матчі в складі переможців грали: Степанов (Грігораш, 117), Сілецький, Матросов, Поліщук, Бєлан, Цимбал, Журов, Панич, Бугай, Кухаренко (Фоменко, 37), Буріменко (C. Норов, 80).

### Чемпіонат СРСР
У чемпіонаті СРСР 1991 року «Маяк» зайняв 23-тє місце в 1-й зоні другої нижчої ліги. Здобуто 15 перемог, 10 матчів команда завершила внічию, 25 програла. Цікаво, що нічим не примітне 23-тє місце при розподілі учасників першого чемпіонату України стало останнім, яке надавало можливість стартувати в першій лізі.

### «Артанія»
У чемпіонатах України очаківська команда виступала під новим ім'ям — «Артанія». Дебют був вдалим — у весняному чемпіонаті 1992 року команда зайняла високе 3-тє місце в групі «Б» першої ліги. У чемпіонаті 1992/1993 групи першої ліги об'єдналися в одну і «Артанія» була 18-ю. У чемпіонаті 1993/1994 років очаківці зробили лише крок назад — 19-те місце, але цього стало досить для зниження в класі. Чемпіонат 1994/1995 років команда провела в другій лізі — 15-те місце серед 22 команд. У 1995 році «Артанія» об'єдналася з командою «Олімпія ФК АЕС» (Южноукраїнськ) під її назвою і поступилася їй своїм місцем в другій лізі.
Клуб фінансувався за рахунок позабюджетних коштів, які надходили з баз відпочинку та пансіонатів. Частково допомагало місто Очаків. Після розпаду СРСР, в Очаків практично перестали їздити на відпочинок росіяни, знизилися прибутки місцевої скарбниці. Фінансування припинилося і клуб з часом припинив своє існування.

## Досягнення
- Чемпіонат Миколаївської області
  -  Чемпіон (1): 1989

- Кубок Миколаївської області
  -  Володар (1): 1989

- Кубок мільйонів
  -  Володар (1): 1990

## Статистика виступів
| Сезон              | Ліга            | Місце | І  | В  | Н  | П  | ЗМ | ПМ | О  | Кубок                    | Примітки                  |
| ------------------ | --------------- | ----- | -- | -- | -- | -- | -- | -- | -- | ------------------------ | ------------------------- |
| Аматорський рівень |                 |       |    |    |    |    |    |    |    |                          |                           |
| 1989               | КФК 3 зона      | 1     | 24 | 20 | 2  | 2  | 55 | 14 | 42 | 1/4 фіналу кубку України |                           |
|                    | КФК фінал       | 2     | 5  | 3  | 0  | 2  | 7  | 7  | 6  |                          |                           |
| 1990               | КФК 6 зона      | 1     | 30 | 20 | 8  | 2  | 66 | 18 | 48 |                          |                           |
|                    | КФК фінал       | 2     | 5  | 3  | 0  | 2  | 7  | 5  | 6  |                          | Перехід в професіонали[3] |
| Професійний рівень |                 |       |    |    |    |    |    |    |    |                          |                           |
| Чемпіонат СРСР     |                 |       |    |    |    |    |    |    |    |                          |                           |
| 1991               | 2 нижча, 1 зона | 23    | 50 | 15 | 10 | 25 | 51 | 76 | 40 | 1 раунд кубку України    | Перейменування[4]         |
| чемпіонат України  |                 |       |    |    |    |    |    |    |    |                          |                           |
| 1992               | І Гр. «Б»       | 3     | 26 | 13 | 6  | 7  | 27 | 24 | 32 | 1/32 фіналу              |                           |
| 1992/93            | І               | 18    | 42 | 15 | 5  | 22 | 42 | 73 | 35 | 1/32 фіналу              |                           |
| 1993/94            | І               | 19    | 38 | 9  | 6  | 23 | 29 | 69 | 24 | 1/16 финала              |                           |
| 1994/95            | ІІ              | 15    | 42 | 13 | 8  | 21 | 30 | 58 | 47 | 1/64 фіналу              | Об'єднання[5]             |

## Відомі тренери
- 01.1987—07.1994: Валерій Журавко
- 08.1994—07.1995: Віктор Степанов